# Patrick Hausding
Patrick Hausding (ur. 9 marca 1989 w Berlinie) – niemiecki skoczek do wody, trzykrotny medalista igrzysk olimpijskich.
Niemiecki sportowiec zdobył w karierze trzy medale olimpijskie: w 2008 wywalczył srebrny medal w skoku synchronicznym z wieży 10 m  (partnerował mu Sascha Klein), w 2016 został indywidualnie brązowym medalistą olimpijskim w konkurencji skoku z trampoliny 3 m, w 2021 roku zaś wywalczył brązowy medal w skoku synchronicznym z trampoliny 3 m (partnerował mu Lars Rüdiger). Jego dorobek medalowy uzupełniają między innymi cztery medale pływackich mistrzostw świata, w tym złoty medal zdobyty podczas czempionatu w Barcelonie (2013) oraz dziesięć złotych medali mistrzostw Europy.